# アルカトラス
アルカトラス (Alcatrazz) は、1983年にグラハム・ボネットを中心に結成されたヘヴィメタルバンドであり、イングヴェイ・マルムスティーンを輩出してスティーヴ・ヴァイが在籍したバンドである。
1987年に解散したが、2007年にはグラハムが自身のバンドを率いてアルカトラス名義で活動を再開している。
2019年にはオリジナルメンバーであるジミー・ウォルドー、ゲイリー・シェアが復帰したが、翌年にグラハム・ボネットが脱退し、新たにアルカトラスを名乗って活動を再開したため、アルカトラスという二つのバンドが存在する事態になっている。

## メンバー

### 現メンバー
Alcatrazz featuring Graham Bonnet
- グラハム・ボネット（ボーカル 1984年 - ）

Alcatrazz
- ドゥギー・ホワイト（ボーカル 2020年 - ）
- ジョー・スタンプ（ギター 2019年 - ）
- ゲイリー・シェア（ベース 1984年 - 1987年、2017年、2020年 - ）
- ジミー・ウォルドー（キーボード　1984年 - 1987年、2017年、2020年 - ）
- マーク・ベンケチェア（ドラムス 2020年 -）

### 元メンバー
- イングヴェイ・マルムスティーン（ギター 1983年 - 1984年）
- スティーヴ・ヴァイ（ギター 1984年 - 1985年）
- ダニー・ジョンソン（ギター 1986年 - 1987年）
- ヤン・ウヴェナ（ドラムス 1984年 - 1987年）
- ハウイー・サイモン（ギター 2006年 - 2014年）
- ティム・ルース（ベース 2007年 - 2014年）
- グレン・ソーベル（ドラムス 2007年 -2009年）
- デイブ・ジャラク（ドラムス 2009年 -2010年）

## 歴史
1983年、マイケル・シェンカー・グループを解雇されたグラハムは元ニュー・イングランドのゲイリーとジミーと共にバンドを結成する。グラハムはレインボーで共演したリッチー・ブラックモアに良く似たギタリストを探すためオーディションを行い、元スティーラーのイングヴェイ・マルムスティーンを獲得。（イングヴェイ本人の話ではUFOの誘いも受けていたが、フィル・モグよりもグラハムの方が歌が上手いという理由でアルカトラスに加入したという。）
イングヴェイを獲得したバンドはまだ正式なドラムスが決まっていなかったため、スケジュールの都合で加入できなかったコージー・パウエルの推薦でクイーンのロジャー・テイラーと元アイアン・メイデンのクライヴ・バーを紹介してもらったが、ロジャーとはスケジュールの都合で断られ、クライヴに至ってはイングヴェイが拒否したため、加入にはいたらなかった。バンドは元アリス・クーパーのヤン・ウヴェナを加入させ、レコーディングに突入。
1983年12月にはデビューアルバム『ノー・パロール・フロム・ロックン・ロール』をリリース。日本盤の伊藤政則のキャッチコピーは「泣くがいい。声をあげて泣くがいい。」であった。プロデューサーは、イングヴェイの希望により、アル・ディ・メオラ等を手がけたデニス・マッケイが務めた。
1984年1月には初来日を果たした。イングヴェイはリッチーに憧れているとはいえ黒い衣装、白いストラトキャスター、ギターを壊すパフォーマンスと全てリッチーのコピーであるため客から失笑がもれた。だが、「テープの速回しじゃないか？」と噂されていたイングヴェイのメロディアスかつ強烈な速弾きは紛れもない本物であった。そして、この初来日の東京公演が収録されたアルバム『ライヴ・センテンス』をリリースする。しかし、観客が求めるものがイングヴェイの演奏であったことから他のメンバーから強い嫉妬を受け、次第にステージ上で喧嘩になるなどメンバーとの関係が悪化、イングヴェイは解雇に近い形でマネージャーのアンディ・トゥルーマンと共に脱退してしまう。後任には（同じく速弾きを得意とするとはいえ）イングヴェイとはスタイルを異にするスティーヴ・ヴァイを加入させ、1984年10月に再来日を果たした。初来日公演も再来日公演もライブ・ビデオが発売され好評であった。
1985年にはスティーヴを迎えての傑作『ディスタービング・ザ・ピース』をリリースしたが、同年、スティーヴが当時ヴァン・ヘイレンを脱退したばかりのデイヴィッド・リー・ロスの誘いを受け脱退、後任にダニー・ジョンソンを迎え、3rdアルバム『デンジャラス・ゲームス』をリリースするも鳴かず飛ばずで1987年に解散した。
2007年にアルカトラスはグラハム・ボネット（ボーカル）、ハウイー・サイモン（ギター）、ティム・ルース（ベース）、グレン・ソーベル（ドラムス）のラインナップで再結成され、5月～6月に来日公演を行った。
オリジナルメンバーがグラハム・ボネット1人しかいないため、ジミー・ウォルドー、ゲイリー・シェア、ヤン・ウヴェナはアルカトラスの名前を使用することに対して異議を申し立てるべく米国で商標登録を申請したが、結局却下された。2009年にはドラマーがグレン・ソーベルからデイブ・ジャレクにメンバーチェンジした。
2019年、グラハム・ボネット・バンドとしての活動時にイングヴェイ・マルムスティーンの影響を強く受けたネオクラシカル系ギタリストジョー・スタンプを迎え、2020年にオリジナルメンバーであるジミー・ウォルドー、ゲイリー・シェアが正式に復帰し、同年34年ぶりにAlcatrazz名義で4thアルバム『ボーン・イノセント/Born Innocent』をリリースした。本作の制作においては2ndリリース時のギタリストであるスティーヴ・ヴァイが一曲、楽曲提供をしたほか、グラハムが一時在籍したインペリテリのクリス・インペリテリ、ブラックソーンのボブ・キューリック、日本人の若井望などのギタリストがゲスト参加している。
2020年12月に、創始者であるグラハム・ボネットが脱退したと発表された。グラハムは新たにソロ・プロジェクトとしての新しいアルカトラスを立ち上げる方針。残されたメンバーはドゥギー・ホワイトを後任に迎える声明を出した。

## ディスコグラフィ

### スタジオ・アルバム
- 『ノー・パロール・フロム・ロックン・ロール』 -No Parole from Rock 'n' Roll（1983年、旧邦題：アルカトラス）
- 『ディスタービング・ザ・ピース』 -  Disturbing the Peace（1985年）
- 『デンジャラス・ゲームス』 - Dangerous Games （1986年）
- 『ボーン・イノセント』 - Born Innocent（2020年）
- 『Ⅴ ファイヴ ～栄光への脱出～』 - Ⅴ (2021年)
- Take No Prisoners (2023年) [4]

### ライブ・アルバム
- 『ライヴ・センテンス』 - Live Sentence（1984年）
- 『ライヴ'83』 - Live'83 （2010年）
- 『ノー・パロール・フロム・ロックン・ロール・ツアー〜ライヴ・イン・ジャパン 1984.1.28 オーディオ・トラックス』 - No Parole from Rock 'n' Roll Tour Live in Japan 1984.1.28 Audio Tracks（2010年）
- 『ディスタービング・ザ・ピース・ツアー〜ライヴ・イン・ジャパン 1984.10.10 オーディオ・トラックス』 - Disturbing the Peace Tour Live in Japan 1984.10.10 Audio Tracks（2010年）
- 『ライブ・イン・ジャパン 1984 ～コンプリート・エディション～』 - LIVE IN JAPAN 1984 -Complete Edition-（2018年）
- 『ライヴ・イン・ザ・USA』- Live in the USA（2022年）[5]

### コンピレーション・アルバム
- 『ザ・ベスト・オブ・アルカトラス』 - The Best Of Alcatrazz（1988年）

### DVD & Blu-ray
- 『ライブ・イン・ジャパン 1984 ～コンプリート・エディション～』 - LIVE IN JAPAN 1984 -Complete Edition-（2018年）

## 来日公演

### 単独公演
- Japan Tour 1984（1984年）〈Yngwie Malmsteen〉
  - 1月24日 大阪 フェスティバルホール
  - 1月26日 名古屋 名古屋市公会堂
  - 1月28日・29日（夕・夜） 東京 中野サンプラザ
- Japan Tour 1984（1984年）〈Steve Vai〉
  - 10月03日 名古屋 愛知県勤労会館
  - 10月04日 尼崎 尼崎市総合文化センター
  - 10月08日 東京 渋谷公会堂
  - 10月10日 東京 東京厚生年金会館
  - 10月11日 東京 中野サンプラザ
- Japan Tour 2007（2007年）〈Howie Simon〉
  - 5月30日・31日 東京 渋谷O-EAST
  - 6月01日 大阪 心斎橋クラブクアトロ
  - 6月04日 札幌 Zepp札幌
- Japan Tour 2019（2019年）〈Joe Stump〉
  - 5月28日・31日 東京 TSUTAYA O-EAST
  - 5月29日 大阪 梅田クラブクアトロ
  - 5月30日 名古屋 ボトムライン

### フェス
- Voice of Rainbow 2010（2010年）〈Howie Simon〉
  - 9月30日 東京 CCレモンホール
- Voice of Rainbow 2013（2013年）〈Howie Simon〉
  - 3月12日 東京 中野サンプラザ

## 逸話
イングヴェイ在籍時でのライブは、イングヴェイのソロタイムが終わった後はレインボー時代の名曲「Since You Been Gone」と決まっていたというが、イングヴェイ自身は「俺が大嫌いな曲」と公言しており、「グラハムの（皮肉っぽく）栄光の時代の曲だから弾いてやっているだけ。」とコメントしている。また、とあるライブではイングヴェイがこの曲を弾いていると突然ギターの音が止まり、イングヴェイが振り向くとアンプからプラグを抜いたグラハム・ボネットが出てきたという。これに激怒したイングヴェイはステージにギターを叩きつけグラハムと口論になり、イングヴェイがボネットを投げ飛ばして出ていったという。イングヴェイはこのことを「バカな男は、自分の曲を台無しにしたんだ！ソロは終わっていたから、俺は痛くも痒くもなかったね！あいつはバカだよ！」と言っている。